# Пјана ди Санта Марија (Верчели)
Пјана ди Санта Марија је насеље у Италији у округу Верчели, региону Пијемонт.
Према процени из 2011. у насељу је живело 25 становника. Насеље се налази на надморској висини од 1041 м.